# شادي خفاجة
شادي خفاجة (19 مايو 1988) ممثل مصري.

## عن حياته
بدأ مشواره الفني من عمر الرابعة ومن ثم بدأ الدخول في مجال الفن العربي واشترك شادي في العديد من الأفلام المصرية منها ناصر 56 عام 1992 وفيلم صياد اليمام. 
وظهر شادي بشكل مكثف على الشاشات الفضية منذ عام 1998 في برنامج عالم سمسم للأطفال على القناة الثانية بالتلفزيون المصري يومياوأيضا في العديد من المسلسلات العربية ومنها مسلسل أولاد الشوارع عام2006 ومسلسل بنت من الزمن ده عام 2008 ومسلسل الوتر المشدود عام 2009 ومسلسل ملح الأرض ومسلسل مملكة الجبل عام 2010 ومسلسل بعد الفراق عام 2009 وقام أيضا بالعديد من الأداء الصوتي لأفلام ومسلسلات الكرتون العربية المدبلجة ولدية أخوان هما الممثل هادي خفاجة والممثل فادي خفاجة.

## الأفلام

### التليفزيونية
- الشوارع الخلفية 2011
- أولاد الشوارع 2006
- بنت بنوت 2007
- بنت من الزمن ده 2008
- الناس في كفر عسكر
- درب الطيب
- الشارع الجديد 1993
- الوتر المشدود 2009
- فريسكا
- ملح الأرض
- مملكة الجبل 2010
- مسلسل بعد الفراق 2009
- نعمة 2006
- سر الأرض
- تعالى نحلم ببكرة
- ليت الشباب يعود يوما
- فارس بلا جواد
- الحاج متولي

### السينمائية
- ناصر 56 عام 1992
- أرض أرض
- خريف أدم
- صياد اليمام
- دماء على الاسفلت

### برامج للأطفال
- برنامج عالم سمسم للأطفال على القناة الثانية بالتلفزيون المصري منذ عام 1998.

- مهرجان المسرح للجميع للفنان محمد صبحي
- مسرحية لعبة الست من سنة 2000 إلى 2004
- مسرحية الملك سيام سنة 2000

## روابط خارجية
- شادي خفاجة على موقع الدهليز
- شادي خفاجة على موقع قاعدة بيانات الأفلام العربية